# Langley Indian Reserve 5
Langley Indian Reserve 5 är ett reservat i Kanada.   Det ligger i provinsen British Columbia, i den södra delen av landet, 3 500 km väster om huvudstaden Ottawa.
I omgivningarna runt Langley Indian Reserve 5 växer i huvudsak blandskog. Runt Langley Indian Reserve 5 är det tätbefolkat, med 331 invånare per kvadratkilometer.